# Innenstadt (Osnabrück)
Innenstadt, Osnabrück-Innenstadt – dzielnica miasta Osnabrück w Niemczech, w kraju związkowym Dolna Saksonia.